# Nickelodeon Kids' Choice Awards
Kids' Choice Awards je cena oceňující se především celebrity, seriály a hudební skupiny z Nickelodeonu a z Disney Channelu. Cena se uděluje v Hollywoodu ve městě Los Angeles. Vítězové jednotlivých kategorií získávají plastový raketoplán oranžové barvy, na kterém je bílý nápis Nickelodeon.
Soutěž se vysílá od roku 1988 a byla inspirována soutěží The Big Ballot, která se konala v roce 1987.
Soutěž vysílá stanice Nickelodeon vždy 31. března. Česká verze Nickelodeonu tuto soutěž vysílá vždy až 3. dubna s dabérem Janem Nedvědem který daboval v seriálu Big Time Rush Logana Hendersona. Všichni zúčastnění (diváci a nominovaní) jsou postříkáni nechutným zeleným slizem. Jde o jediné ocenění, kde se používá sliz i jakákoli jiná látka.

## Lokace
Kids' Choice cena se typicky předává v Jižní Kalifornii. Od roku 2011 se ceremoniály přesunuly do Galen Center v Los Angeles.

## Cena pro vítěze
Ve všech kategoriích dostanou vítězové plastový raketoplán oranžové barvy, na kterém je bílý nápis Nickelodeon.

## Moderátoři
Od roku 1988 se už moderování ujalo přes více než 25 moderátorů. Rosie O'Donnell moderovala 7 ročníků. Od roku 2003 stanice vybírá na každý ročník jiného moderátora podle úspěchů u dětí. Jack Black je zatím jediný po Rosie O'Donnel, který show moderoval vícekrát: 2006, 2008 a 2011.

## Speciální ceny
V letech 1991 až 2000 se předávala zlatá cena Hall of Fame, stříbrná Wannabe Award se předávala mezi lety 2001 až 2008, zelené Big Green Help Award v roce 2009, stříbrná třpytivá cena Big Help Award v letech 2010 až 2012 a Lifetime Achievement Award od roku 2014.

### Hall of Fame - Síň slávy
Zlatá verze rakety je předávaná na základě slávy a popularity, která je odlišuje od ostatních. Držitelé ceny jsou: Paula Abdul (1991), Arnold Schwarzenegger (1992), Robin Williams (1993), Boyz II Men (1994), Whitney Houston (1995), Tim Allen (1996), Will Smith (1997), Tia a Tamera Mowry (1998), Jonathan Taylor Thomas (1999) a Rosie O'Donnel (2000).

### Wannabe Award -
Stříbrná verze rakety se předává celebritám, které jsou vzory či inspirací pro děti. Držitelé ceny jsou: Tom Cruise (2001), Janet Jacksonová (2002), Will Smith (2003), Adam Sandler (2004), Queen Latifah (2005), Chris Rock (2006), Ben Stiller (2007) a Cameron Diaz (2008).

### The Big Help Award - Velká pomoc
Původně zelená verze a od roku 2012 stříbrná verze rakety se předává celebritám, které se snaží pomoci životnímu prostředí. Držitelé ceny jsou Leonardo DiCaprio (2009), Michelle Obama (2010), Justin Timberlake (2011) a Taylor Swift (2012)

### Lifetime Achievement Award - Celoživotní přínos
Cena se předává celebritám, které toho za svůj život udělali hodně pro stanici nebo pro děti. Držitelem ceny je Dan Schenider (2014).

## Seznam ceremoniálů
| Ročník     | Datum udílení   | Místo udílení                                     | Moderátor                                           |
| ---------- | --------------- | ------------------------------------------------- | --------------------------------------------------- |
| 1. ročník  | 18. dubna 1988  |                                                   | Tony DanzaDebbie GibsonBrian RobbinsDan Schneider   |
| 2. ročník  | 25. června 1989 |                                                   | Nicole EggertWil Wheaton                            |
| 3. ročník  | 23. dubna 1990  | Candlestick Park, San Francisco, Kalfiornie       | Dave CoulierCandance CameronDavid Faustino          |
| 4. ročník  | 22. dubna 1991  |                                                   | Corin Nemec                                         |
| 5. ročník  | 1992            |                                                   |                                                     |
| 6. ročník  | 1993            |                                                   | Brian Austin GreenHolly Robinson PeeteTori Spelling |
| 7. ročník  | 1994            |                                                   | Joey LawrenceCandace CameronMarc Weiner             |
| 8. ročník  | 20. května 1995 | The Summit, Houston, Texas                        | Whitney HoustonDJ Rick Adams                        |
| 9. ročník  | 11. května 1996 | Universtal Studios, Kalifornie                    | Rosie O'DonnellWhitney Houston                      |
| 10. ročník | 19. dubna 1997  | Grand Olympic Auditorium, Los Angeles, Kalifornie | Rosie O'Donnell                                     |
| 11. ročník | 4. dubna 1998   | Pauley Pavilion, Los Angeles, Kalifornie          | Rosie O'Donnell                                     |
| 12. ročník | 1. května 1999  | Pauley Pavilion, Los Angeles, Kalifornie          | Rosie O'Donnell                                     |
| 13. ročník | 15. dubna 2000  | Hollywood Bowl, Los Angeles, Kalifornie           | Rosie O'Donnell                                     |
| 14. ročník | 21. dubna 2001  | Santa Monica, Kalifornie                          | Rosie O'Donnell                                     |
| 15. ročník | 20. dubna 2002  | Santa Monica, Kalifornie                          | Rosie O'Donnell                                     |
| 16. ročník | 12. dubna 2001  | Santa Monica, Kalifornie                          | Rosie O'Donnell                                     |
| 17. ročník | 3. dubna 2004   | Pauley Pavilion, Los Angeles, Kalifornie          | Mike MyersCameron Diaz                              |
| 18. ročník | 2. dubna 2005   | Pauley Pavilion, Los Angeles, Kalifornie          | Ben Stiller                                         |
| 19. ročník | 1. dubna 2006   | Pauley Pavilion, Los Angeles, Kalifornie          | Jack Black                                          |
| 20. ročník | 31. března 2007 | Pauley Pavilion, Los Angeles, Kalifornie          | Justin Timberlake                                   |
| 21. ročník | 29. března 2008 | Pauley Pavilion, Los Angeles, Kalifornie          | Jack Black                                          |
| 22. ročník | 28. března 2009 | Pauley Pavilion, Los Angeles, Kalifornie          | Dwayne Johnson                                      |
| 23. ročník | 27. března 2010 | Pauley Pavilion, Los Angeles, Kalifornie          | Kevin James                                         |
| 24. ročník | 2. dubna 2011   | Galen Center, Los Angeles, Kalifornie             | Jack Black                                          |
| 25. ročník | 31. března 2012 | Galen Center, Los Angeles, Kalifornie             | Will Smith                                          |
| 26. ročník | 23. března 2013 | Galen Center, Los Angeles, Kalifornie             | Josh Duhamel                                        |
| 27. ročník | 29. března 2014 | Galen Center, Los Angeles, Kalifornie             | Mark Wahlberg                                       |
| 28. ročník | 28. března 2015 | The Forum, Inglewood, Kalifornie                  | Nick Jonas                                          |
| 29. ročník | 12. března 2016 | The Forum, Inglewood, Kalifornie                  | Blake Shelton                                       |
| 30. ročník | 11. března 2017 | Galen Center, Los Angeles, Kalifornie             | John Cena                                           |
| 31. ročník | 24. března 2018 | The Forum, Inglewood, Kalifornie                  | John Cena                                           |
| 32. ročník | 23. března 2019 | Galen Center, Los Angeles, Kalifornie             | DJ Khaled                                           |
| 33. ročník | 2. května 2020  | online vysílání                                   | Victoria Justice                                    |
| 34. ročník | 13. března 2021 | Barker Hangar, Santa Monica, Kalifornie           | Kenan Thompson                                      |
| 35. ročník | 9. dubna 2022   | Barker Hangar, Santa Monica, Kalifornie           | Miranda CosgroveováRob Gronkowski                   |

## Polití slizem
Během ceremoniálů mohou být celebrity polité slizem na pódiu nebo i mimo pódium. Polití je považováno za ocenění ne za ponížení. Moderátoři ceremoniálů jsou také polití, často na konci show. Od roku 1998 bylo politi například: Tom Cruise (2001), Mary-Kate a Ashley Olsen (2004), Justin Timberlake (2007), Jonas Brothers (2009), Katy Perry (2010), Taylor Lautner (2012), Josh Hutcherson (2013) Cody Simpson (2014), a Nick Jonas (2015).
Od roku 2002 show začíná každoročním kaskadérským světovým rekordem, kdy kaskadéři skáčou z džípů do zeleného slizu či kteří se koupou ve slizu poté, co do něj sjedou po skluzavce která je poháněna tekoucím slizem.